# Перм'яцька кухня
Пермяцька кухня — під цією назвою часто об'єднують національні кухні, комі-пермяків, бесерм'ян, комі зюздинців, комі-язьвинців. 
Основні супи — грибні щі, ячневі щі і уха. Велике місце займає риба. Її не лише варили, але й квасили. Пермяцька кухня внесла в російську і татарську кухні — пельмені. Крім м'ясних пельменів, в пермяцькій кухні поширені пельмені з грибами, цибулею, ріпою і квашеною капустою.
З м'яса широко використовується зайчатина, м'ясо лося, куріпки, тетерева, рябчики. М'ясо використовується в поєднанні з іншими дарами прикамських лісів: лісовими ягодами, грибами, диким медом, використовуються горох і ріпа (яку удмурти часто називають редькою).
В пермяцькій кухні використовується молодий польовий хвощ (для виготовлення пешників) і пікани (рослина близька до ангеліки). Їх використовують як овочі в супах, в пирогах у вигляді начинки і в яєчно-молочних сумішах, які випікаються як яєшня на сковорідках в печі (начинені великою кількістю м'ясних, рибних і грибних добавок) та їдяться холодними.